# Pollenia inconclusa
Pollenia inconclusa är en tvåvingeart som först beskrevs av Walker 1862.  Pollenia inconclusa ingår i släktet vindsflugor, och familjen spyflugor. Inga underarter finns listade i Catalogue of Life.